# Hans-Jürgen Dörner (Fußballspieler)
Hans-Jürgen „Dixie“ Dörner (* 25. Januar 1951 in Görlitz; † 19. Januar 2022 in Dresden) war ein deutscher Fußballspieler und -trainer. Für die SG Dynamo Dresden spielte er in der DDR-Oberliga, der höchsten Spielklasse der DDR. Er wurde fünfmal Fußballmeister und viermal Pokalsieger. Mit der A-Nationalmannschaft bestritt er 100 Länderspiele, mit der Olympiaauswahl gewann er 1976 die Goldmedaille. Er trug den Beinamen Beckenbauer des Ostens.

## Sportliche Laufbahn

### Nachwuchsspieler

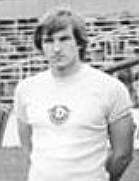
Dörner (1976)

Dörner wuchs in seiner Geburtsstadt Görlitz auf und besuchte dort zehn Jahre lang die Schule. Bereits als Schüler kam er zu seinem Spitznamen „Dixie“, nach der Automarke Dixi. Sein Vater war Übungsleiter bei der Betriebssportgemeinschaft Energie Görlitz, seine drei fußballspielenden Brüder waren seine ersten Vorbilder. Im Jahre 1959 meldete sein Vater den Achtjährigen bei der BSG Energie für die Kinderfußballmannschaft an und wurde sein erster Trainer. Ein Jahr später wechselte Hans-Jürgen Dörner zur Nachbargemeinschaft Motor WAMA Görlitz, bei der er bis 1967 spielte. Im Sommer desselben Jahres wurde er zum Fußballleistungszentrum der Region, der SG Dynamo Dresden, delegiert. Er nahm eine Lehre zum Dreher auf, spielte zunächst in der Dynamo-Juniorenmannschaft und gewann mit der Bezirksauswahl Dresden das Fußballjuniorenturnier bei der Kinder- und Jugendspartakiade.
Seine Leistungen brachten ihm die Aufnahme in den Kader der DDR-Juniorennationalmannschaft ein, in der er am 1. Mai 1968 sein erstes Juniorenländerspiel bestritt. Beim 1:0-Auswärtssieg gegen Schweden wurde er als Mittelfeldspieler eingewechselt. Mit der ostdeutschen U-18 belegte er 1968 in Ungarn den 3. Platz bei den Jugendwettkämpfen der Freundschaft.
1969 gehörte er zu den Teilnehmern des UEFA-Juniorenturniers, der inoffiziellen Europameisterschaft dieser Altersklasse. Bei der in der DDR stattfindenden Veranstaltung wurde er in allen fünf Spielen als Verteidiger eingesetzt. Er war aber auch als zweiter Torwart vorgesehen, da er auch diese Position ausfüllen und so ein weiterer Feldspieler nominiert werden konnte. Die DDR-Mannschaft wurde nach einem 1:1 im Endspiel gegen Bulgarien nach Losentscheid inoffizieller Vizeeuropameister. Bis 1969 bestritt Dörner 17 Länderspiele mit der Juniorenauswahl. Anschließend wurde er bis 1974 in 16 Länderspielen der Nachwuchsnationalmannschaft eingesetzt, mit der er 1974 ebenfalls Vizeeuropameister wurde. In den beiden Endspielen gegen Ungarn (3:2 und 0:4) spielte er jeweils Libero.

### DDR-Oberligaspieler

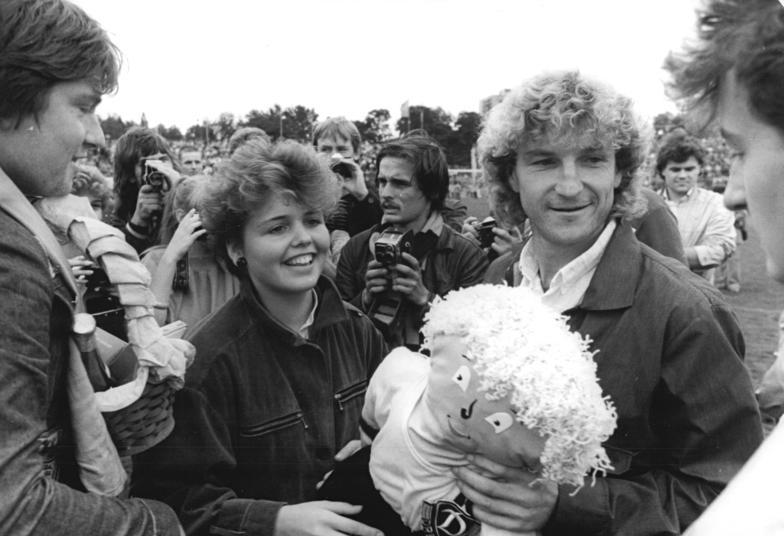
Verabschiedung Dörners (rechts vorn) zum Ende seiner aktiven Karriere 1986

Da Dynamo Dresden 1968 aus der Oberliga abgestiegen war, verzögerte sich Dörners Einstand als Erstligaspieler um ein Jahr. Sein Debüt in der DDR-Liga gab er am 8. September 1968 beim 4:0-Heimsieg gegen Kali Werra Tiefenort – es war nach mehr als 15 Jahren in weinrot-weißer Spielkleidung Dynamo Dresdens erstes Spiel in den Vereinsfarben Schwarz und Gelb. Am sofortigen Wiederaufstieg der Dresdner war der 18-jährige Dörner mit acht von 30 Punktspielen beteiligt und hatte mit fünf Treffern eine sehr gute Torquote. Beim Oberligastart der Saison 1969/70 war Dörner sofort mit von der Partie und wurde zunächst dank seiner Treffsicherheit im Vorjahr zunächst als Mittelstürmer aufgeboten. Gleich bei seinem ersten Einsatz erzielte er den 2:0-Endstand zuhause gegen Hansa Rostock. Als der Abwehrspieler Wolfgang Haustein während der Saison ausfiel, wurde der 1,75 Meter große Dörner in die Abwehr zurückbeordert, die bis zum Ende seiner Laufbahn sein Spielbereich blieb. Bereits in seiner ersten Saison hatte sich Dörner mit 19 von 26 möglichen Punktspieleinsätzen einen Stammplatz in der Oberligamannschaft gesichert. Bis auf die Spielzeiten 1972/73 (15 Punktspiele) und 1976/77 (16) machte er stets das Gros der Oberligapunktspiele mit. Von den 17 Spielzeiten seiner Oberligalaufbahn bestritt er achtmal alle 26 Punktspiele.
Von 1973 an war er der standardmäßige Libero der Dresdner. Seine erfolgreichste Oberligasaison erlebte Dörner 1970/71, als er mit Dynamo Dresden das Double Meisterschaft und Pokal gewann. Auch an den Meisterschaften 1973, 1976, 1977 und 1978 war er beteiligt, ebenso wie an den weiteren Pokalgewinnen 1977, 1982, 1984 und 1985. Im Finale 1982 war Dörner allerdings wegen einer roten Karte gesperrt. Die Sperre erfolgte auf Betreiben von Erich Mielke, dem Förderer des Finalgegners BFC Dynamo, noch am Vorabend des Finals. Im Pokalendspiel 1984 gegen den Berliner FC Dynamo leitete er mit dem Tor zum 1:0 den 2:1-Sieg ein. Seinen Torinstinkt bewies er immer wieder – trotz seiner Position in der Abwehr. In allen seinen Spielzeiten trug er sich in die Oberligatorschützenliste ein, 1975/76 war er mit acht Treffern am erfolgreichsten. Seine letzte Oberligasaison spielte Dörner 1985/86, in der er trotz seiner 35 Jahre noch 25 Punktspiele absolvierte und noch einmal zwei Tore schoss. Mit dem 2:1-Sieg vor eigenem Publikum über den 1. FC Union Berlin am 24. Mai 1986, dem letzten Saisonspieltag, nahm Dörner Abschied vom Leistungsfußball. Er hatte es auf 392 von 442 ausgetragenen Oberligapunktspielen gebracht (89 Prozent) und hatte dabei 65 Tore erzielt. Damit hat Dörner die meisten DDR-Oberligaspiele für Dynamo Dresden erzielt und liegt auf Platz vier der DDR-Rekordliste. Von den 76 Europapokalspielen Dynamos während seiner aktiven Zeit bestritt Dörner 68 Begegnungen mit sechs Torerfolgen. Über viele Jahre bis zu seinem Laufbahnende war Dörner Mannschaftskapitän von Dynamo Dresden. In den Jahren 1977, 1984 und 1985 wurde er zum DDR-Fußballer des Jahres ernannt. Im Frühjahr 1989 zählte er zu den elf Spielern jener in der Fachzeitung fuwo – Die neue Fußballwoche nominierten „Elf DDR 40“, die anlässlich des DFV-Verbandstreffens in Ost-Berlin präsentiert wurde.

### Nationalspieler
Noch vor seinem ersten Spiel in der DDR-Oberliga wurde Dörner am 22. Juni 1969 erstmals in der A-Nationalmannschaft eingesetzt. Beim Länderspiel der DDR gegen Chile (0:1) wurde er in der 59. Minute für den Stürmer Henning Frenzel eingewechselt. Anschließend musste er fast zwei Jahre auf seinen nächsten Länderspieleinsatz warten. Zum Stammspieler in der DDR-Auswahl wurde Dörner erst nach der Fußballweltmeisterschaft 1974, an der er wegen einer Gelbsuchterkrankung nicht teilnehmen konnte. Ab 1975 war er unangefochten Libero der Mannschaft und in 60 Länderspielen Mannschaftskapitän.
Seinen größten Erfolg als Auswahlspieler feierte Dörner beim olympischen Fußballturnier 1976 in Kanada, als die DDR-Olympiaauswahl nach einem 3:1-Sieg über Polen mit Dörner als Libero die Goldmedaille gewann. Für diesen Erfolg wurde er mit dem Vaterländischen Verdienstorden in Silber ausgezeichnet. Mit der Olympiaauswahl bestritt Dörner zwischen 1971 und 1976 zehn offizielle Länderspiele. Das letzte Länderspiel mit der A-Nationalmannschaft absolvierte er am 18. Mai 1985 bei der Begegnung der DDR gegen Luxemburg (3:1). Es war sein 100. Spiel, und damit liegt er hinter Joachim Streich (102) an zweiter Stelle in der Rangliste der DDR-Nationalspieler.

### Trainer
Dörner war seit 1981 im Besitz des Sportlehrerdiploms der Leipziger Sporthochschule DHfK. So konnte er nach dem Ende seiner Laufbahn als Fußballspieler ab 1986 von Dynamo Dresden als Nachwuchstrainer übernommen werden. Diese Funktion übte er bis 1988 aus, danach wurde er bis zur Auflösung des DDR-Fußballverbandes 1990 Trainer der DDR-Olympiaauswahl. Anschließend war Dörner bis 1996 Nachwuchstrainer beim DFB.
Nach neunjähriger Verbandstrainer-Tätigkeit suchte Dörner neue Herausforderungen und nahm das Angebot von Werder Bremen an, zu Beginn des Jahres 1996 als einer der ersten ehemaligen DDR-Trainer in der Bundesliga das Training der Bundesligamannschaft zu übernehmen. Es gelang Dörner jedoch nicht, Werders Tabellensituation wesentlich zu verbessern. Er übernahm die Mannschaft auf Platz fünfzehn, nachdem der Verein Aad de Mos entlassen hatte, und landete am Saisonende auf dem 9. Rang. Als Werder zu Beginn der Spielzeit 1997/98 nach drei sieglosen Spielen am Tabellenende stand, wurde Dörner am 20. August 1997 entlassen.
Bei seiner nächsten Station, dem Zweitligaabsteiger FSV Zwickau, dauerte sein Engagement 1998/99 nur eine Saison lang. Er erreichte in der Regionalliga nur Platz vier, verpasste damit das gesteckte Ziel Wiederaufstieg und wurde im August 1999 entlassen.
Nach einem einjährigen Intermezzo beim ägyptischen Traditionsklub al Ahly Kairo zwischen 2000 und 2001 wurde Dörner im Juli 2001 Cheftrainer des viertklassigen Oberligisten VfB Leipzig. In seiner ersten Saison erreichte er mit seiner neuen Mannschaft in der Oberliga Nordost Staffel Süd Platz vier. Als am 25. Spieltag der Saison 2002/03 nach der 0:1-Niederlage beim VFC Plauen bei sieben Punkten Rückstand zur Tabellenspitze erneut der Aufstieg verspielt schien, wurde Dörner am 26. März 2003 in Leipzig entlassen. 2004 eröffnete er in Dresden „Dixie Dörner’s Fußballschule“. Im Oktober 2006 übernahm Dörner den Bezirksligisten Radebeuler BC 08, den er 2009 in die sechstklassige Landesliga Sachsen führte.
Zuletzt trainierte er von Juli 2013 bis 2017 die SG Einheit Dresden-Mitte aus der Stadtliga A Dresden. Zudem war Hans-Jürgen Dörner seit dem 16. November 2013 bis zu seinem Lebensende Mitglied im Aufsichtsrat von Dynamo Dresden.

## Erfolge
- DDR-Meister 1971, 1973, 1976, 1977, 1978
- DDR-Pokalsieger 1971, 1977, 1982, 1984, 1985
- DDR-Fußballer des Jahres 1977, 1984, 1985
- 100 A-Länderspiele
- Olympische Goldmedaille 1976

## Spielweise
„Eine völlig andere Art von Stil hat er ins Spiel gebracht, ausgefeilte Technik, einzigartige Ballbehandlung, dazu eine perfekte Kombination aus Feinmotorik und Kämpferherz und vor allem ganz viel Eleganz.“

## Privates

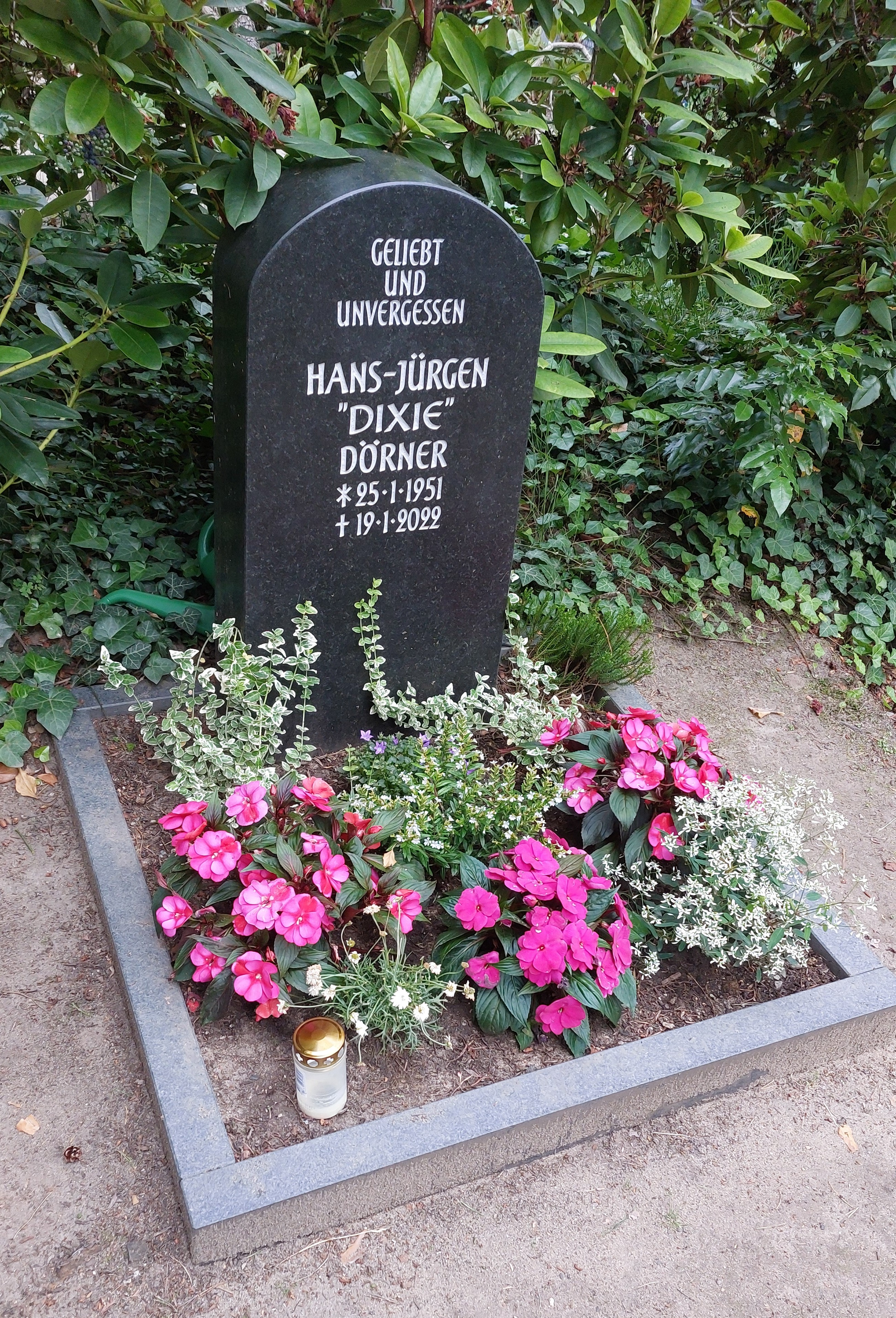
Grab von Dixie Dörner auf dem Urnenhain Tolkewitz

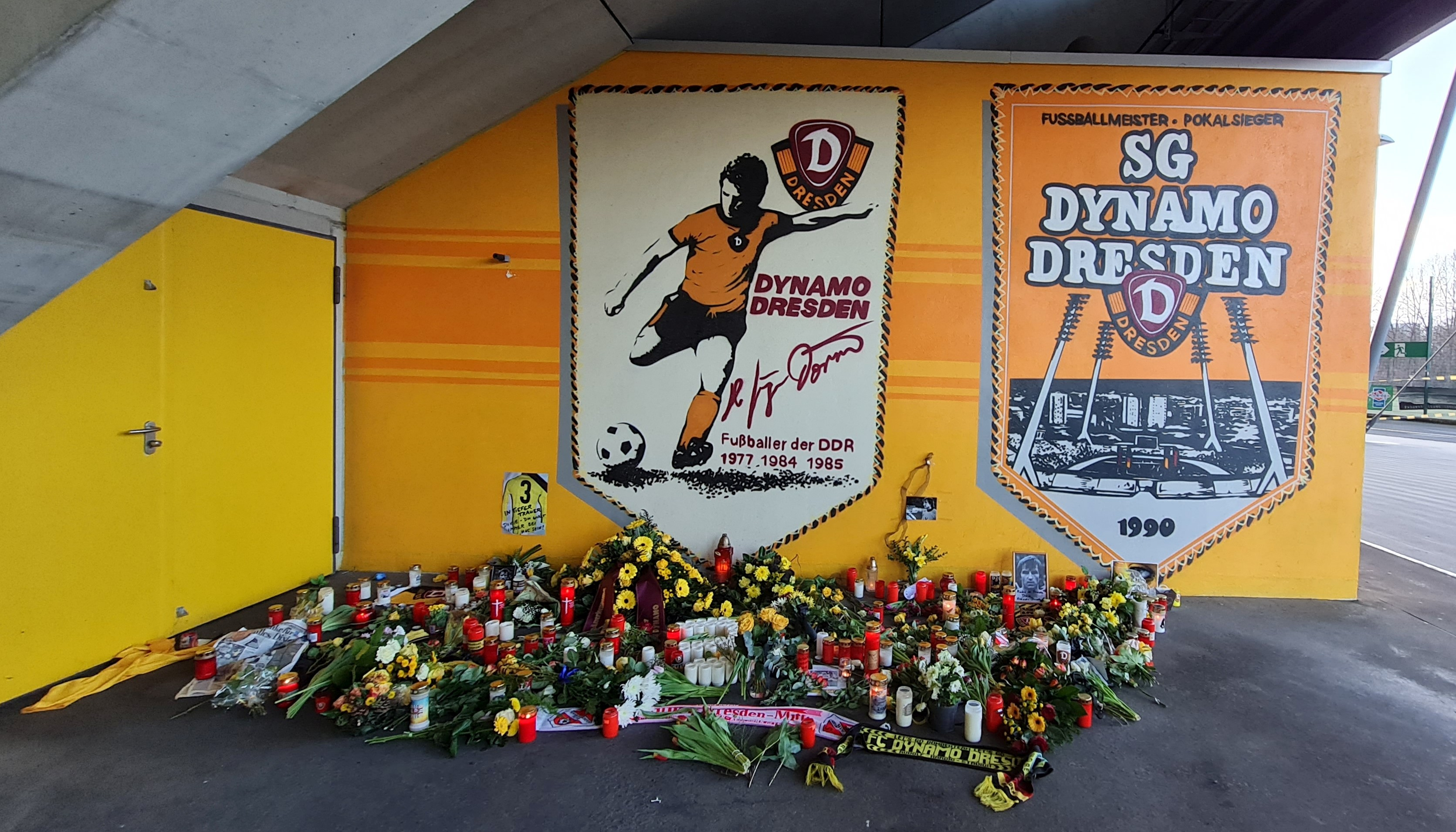
Temporäre Gedenkstätte 2022 im Rudolf-Harbig-Stadion

Dörner lebte mit seiner Lebensgefährtin Annett zusammen. Er starb im Alter von 70 Jahren in der Nacht zum 19. Januar 2022, sechs Tage vor seinem 71. Geburtstag, nach langer, schwerer Krankheit in seiner Wohnung in Dresden. Er hinterließ drei Kinder. Sein Grab befindet sich auf dem Urnenhain in Dresden-Tolkewitz.

## Ehrungen
Am 18. Juni 2023 wurde in seiner Geburtsstadt Görlitz die Zufahrtsstraße zum Stadion der Freundschaft nach Dörner benannt (Dixie-Dörner-Weg).
Weiterhin soll eine Gedenktafel an seinem Elternhaus in der Spremberger Straße angebracht werden.

## Film
- SG Dynamo Dresden e. V.: Dixie Dörner – Dokumentarfilm, Produktion: Dynamo TV, 79:11 Min.[10]